# Kraków Krzemionki
Kraków Krzemionki – do 2017 osobny przystanek osobowy w Krakowie, w województwie małopolskim, a od marca 2018 Peron 2 przystanku Kraków Podgórze. Swoją nazwę zawdzięczał Krzemionkom Podgórskim – wzgórzu, na którym się znajduje.
W jego pobliżu znajduje się Kopiec Krakusa oraz mural Silva Rerum przedstawiający historię Krakowa.
W latach 1950–1960 przystanek został przebudowany (tory kolejowe przełożone zostały na drugą północną stronę budynku stacyjnego, który nie stoi teraz równolegle do torów).
16 września 2015 PKP Polskie Linie Kolejowe podpisały z konsorcjum Budimex i Ferrovial Agroman umowę na budowę łącznicy łączącej stację Kraków Bonarka z obecnym przystankiem Kraków Zabłocie, która pozwoli pociągom z Krakowa Głównego na przejazd do Zakopanego, Oświęcimia i Skawiny z pominięciem przystanku Kraków Krzemionki i stacji Kraków Płaszów, na której konieczna jest zmiana czoła pociągu. 13 marca 2016 ze względu na budowę łącznicy przystanek Krzemionki został tymczasowo zamknięty. W czerwcu zakończono budowę peronu i 24 czerwca przystanek został ponownie otwarty. Obok, na północ od przystanku, na nowo powstałej linii kolejowej 624 wybudowano przystanek Kraków Podgórze.

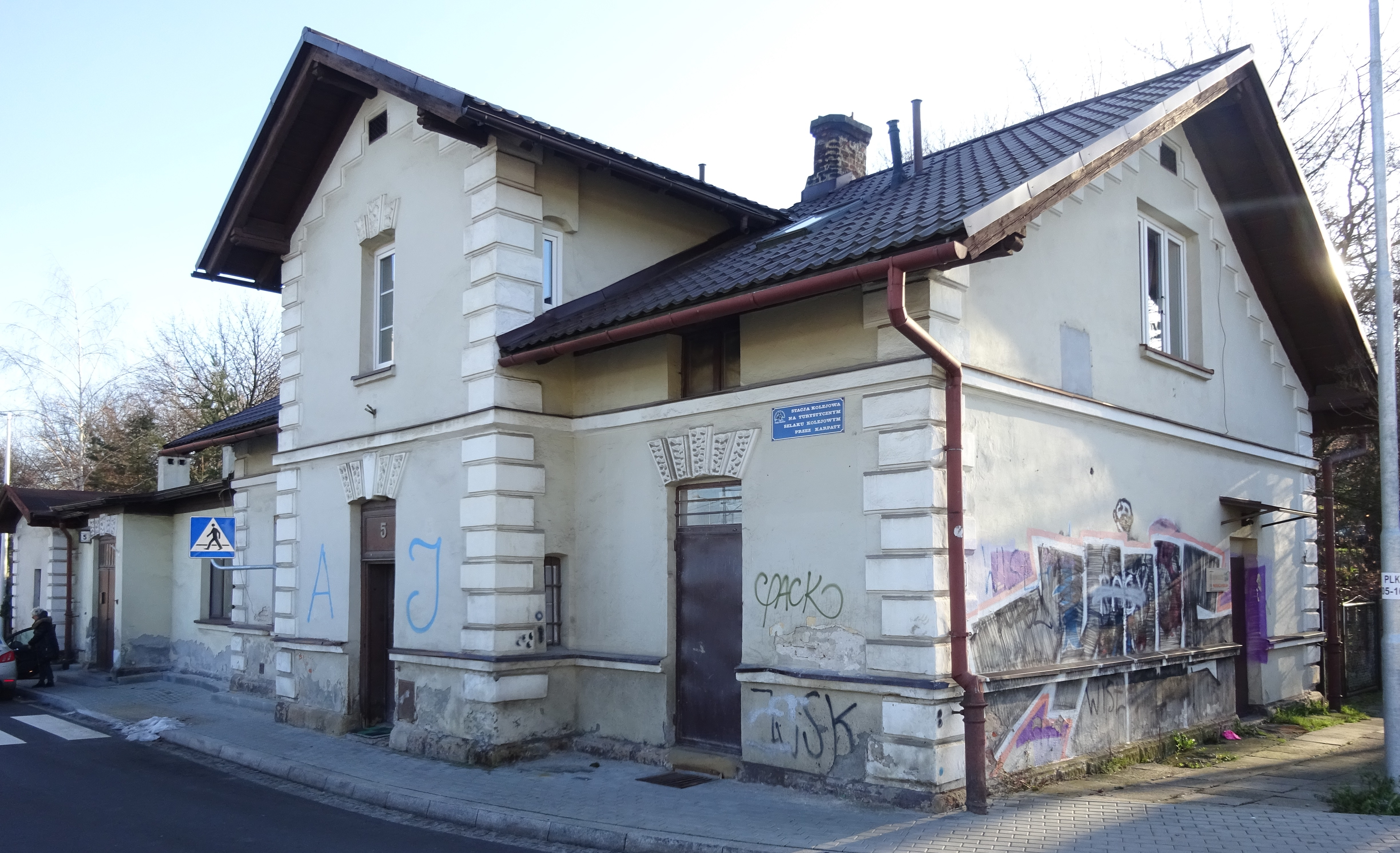
Budynek dawnej stacji kolejowej Podgórze Miasto (wybudowany w 1899)
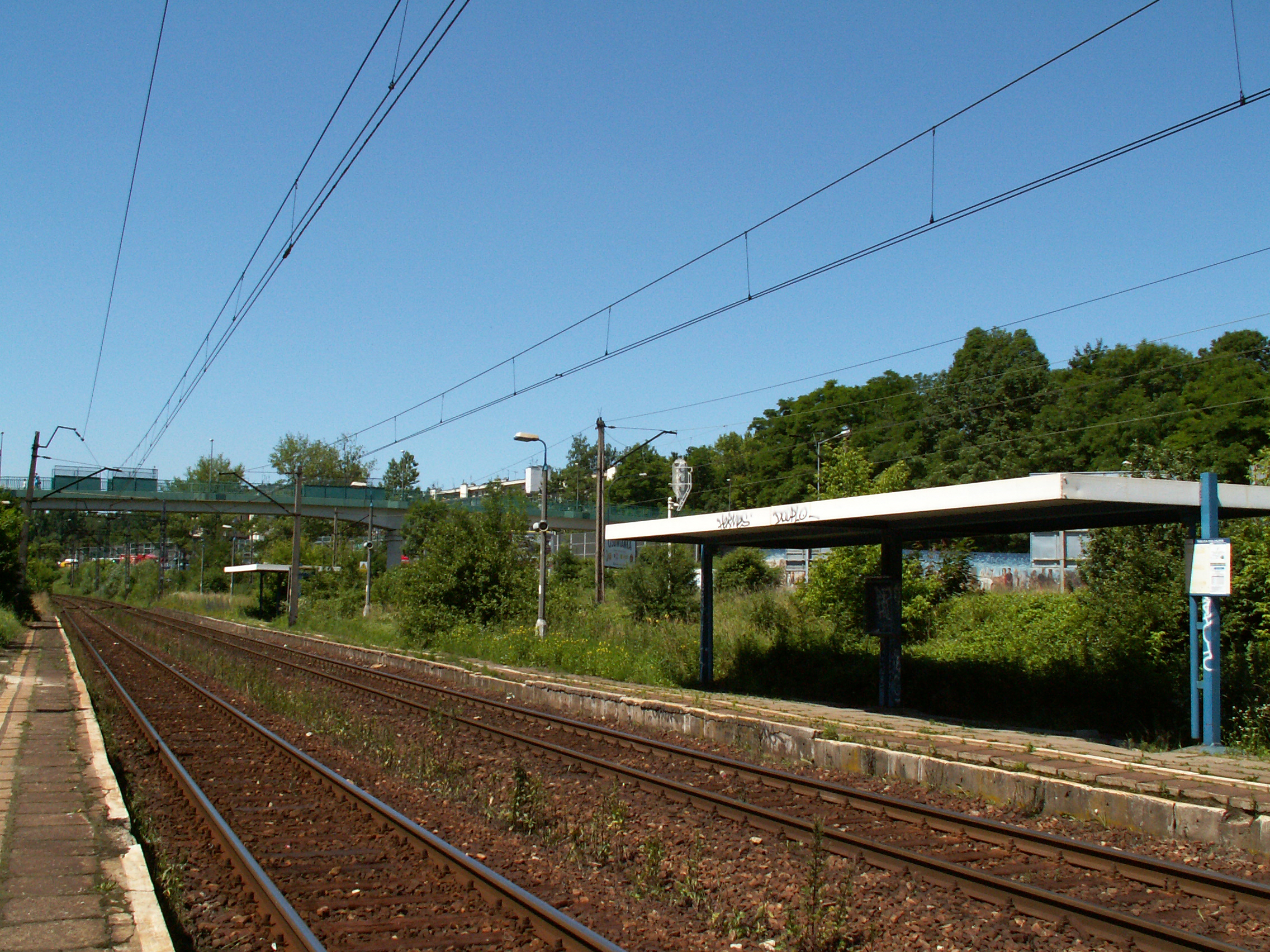
Widok na kładkę nad al. Powstańców Śląskich
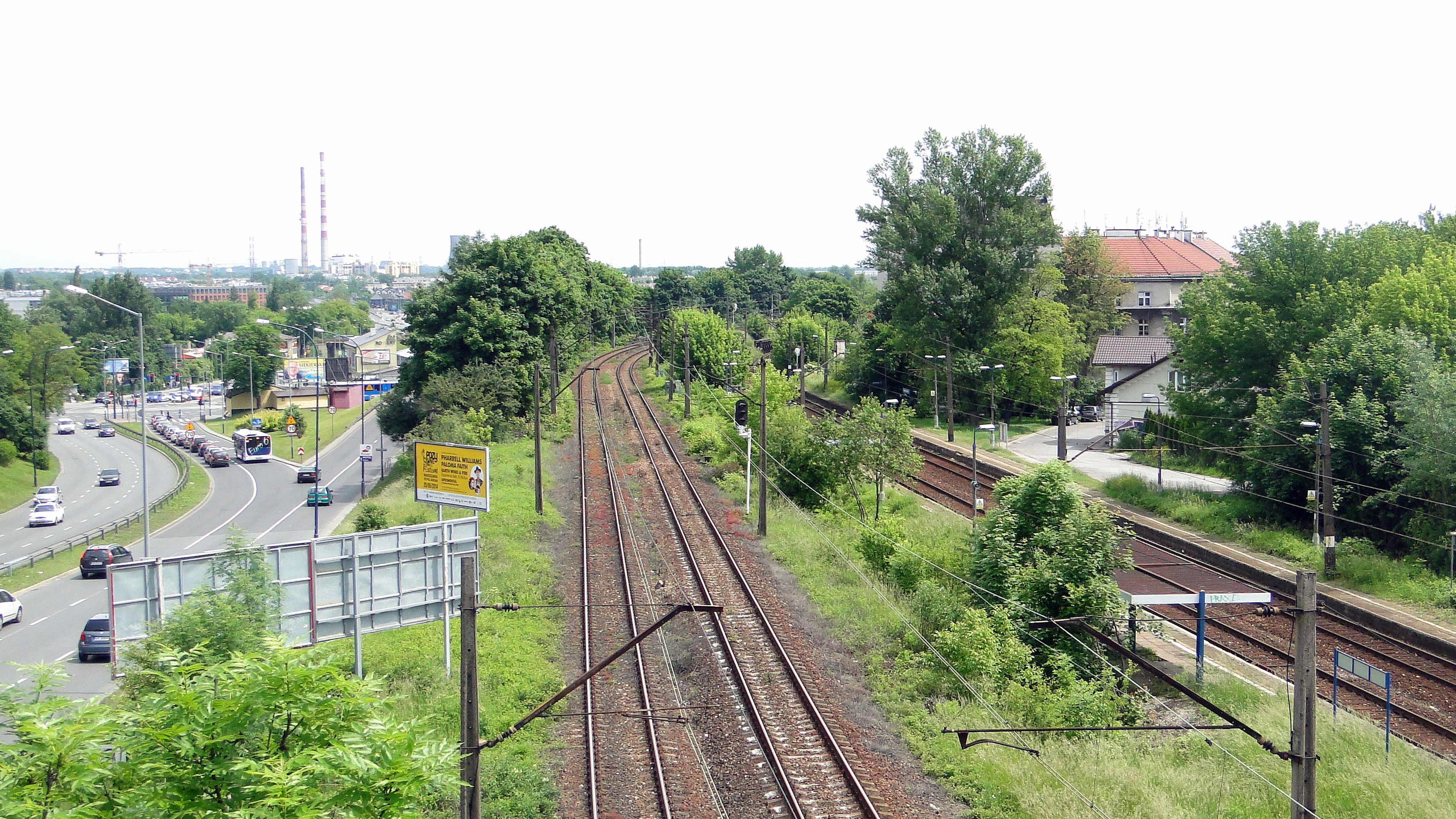
Przystanek (po prawej) przed przebudową w 2016
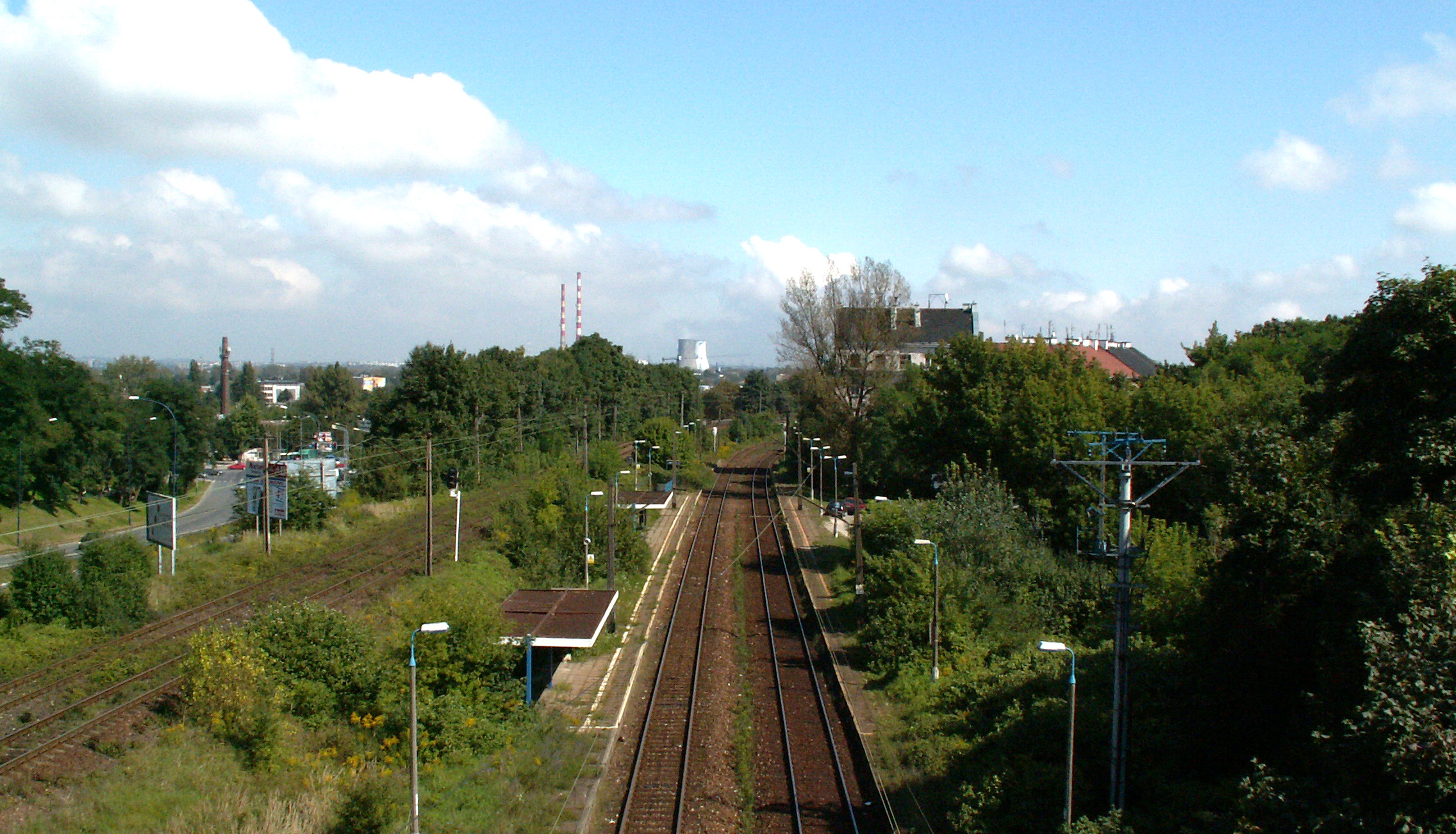
Przystanek przed przebudową w 2016